# Nostradamus (álbum)
Nostradamus é um álbum conceitual da banda britânica de heavy metal Judas Priest, lançado em 2008. É um álbum duplo centrado em torno do vidente e alquimista francês Nostradamus e é o primeiro álbum conceitual lançado pela banda.

## Faixas
| Críticas profissionais | Críticas profissionais |
| Avaliações da crítica  | Avaliações da crítica  |
| Fonte                  | Avaliação              |
| ---------------------- | ---------------------- |
| Allmusic               | link                   |

Todas as canções escritas por Rob Halford, K.K. Downing e Glenn Tipton.
| Disco 1 |                         |         |  |
| N.º     | Título                  | Duração |  |
| 1.      | "Dawn of Creation"      | 2:32    |  |
| 2.      | "Prophecy"              | 5:27    |  |
| 3.      | "Awakening"             | 0:53    |  |
| 4.      | "Revelations"           | 7:05    |  |
| 5.      | "The Four Horsemen"     | 1:35    |  |
| 6.      | "War"                   | 5:05    |  |
| 7.      | "Sands of Time"         | 2:37    |  |
| 8.      | "Pestilence and Plague" | 5:09    |  |
| 9.      | "Death"                 | 7:34    |  |
| 10.     | "Peace"                 | 2:22    |  |
| 11.     | "Conquest"              | 4:42    |  |
| 12.     | "Lost Love"             | 4:28    |  |
| 13.     | "Persecution"           | 6:34    |  |

| Disco 2 |                         |         |  |
| N.º     | Título                  | Duração |  |
| 1.      | "Solitude"              | 1:23    |  |
| 2.      | "Exiled"                | 6:33    |  |
| 3.      | "Alone"                 | 7:50    |  |
| 4.      | "Shadows in the Flame"  | 1:10    |  |
| 5.      | "Visions"               | 5:24    |  |
| 6.      | "Hope"                  | 2:10    |  |
| 7.      | "New Beginnings"        | 4:57    |  |
| 8.      | "Calm Before the Storm" | 2:05    |  |
| 9.      | "Nostradamus"           | 6:43    |  |
| 10.     | "Future of Mankind"     | 8:30    |  |

## Formação
- Rob Halford - vocal
- K.K. Downing - guitarra, guitarra sintetizada, produção
- Glenn Tipton - guitarra, guitarra sintetizada, produção
- Ian Hill - baixo
- Scott Travis - bateria

Participações
- Don Airey - teclado
- Pete Whitfield –   cordas

## Desempenho nas paradas
| Chart (2008)                          | Peak position |
| ------------------------------------- | ------------- |
| Austrália (ARIA)                      | 17            |
| Áustria (Ö3 Austria Top 40)           | 13            |
| Canadian Albums Chart                 | 9             |
| Bélgica (Ultratop Flandres)           | 79            |
| Bélgica (Ultratop Valônia)            | 50            |
| Dinamarca (Hitlisten)                 | 17            |
| Países Baixos (Dutch Charts)          | 38            |
| França (SNEP)                         | 38            |
| Finlândia (Suomen virallinen lista)   | 3             |
| Alemanha (Offizielle Deutsche Charts) | 5             |
| Itália (FIMI)                         | 26            |
| Nova Zelândia (RMNZ)                  | 31            |
| Noruega (VG-lista)                    | 12            |
| Espanha (PROMUSICAE)                  | 26            |
| Suécia (Sverigetopplistan)            | 5             |
| Suíça (Schweizer Hitparade)           | 12            |
| Reino Unido (UK Albums Chart)         | 30            |
| Estados Unidos (Billboard 200)        | 11            |